# Snobben, kom hem!
Snobben, kom hem! (engelska: Snoopy, Come Home) är en amerikansk animerad film från 1972 regisserad av Bill Mendez efter ett manus av Charles M. Schulz. Filmer bygger på seriestrippen Snobben av Schulz.

## Handling
Snobben får ett brev från en flicka som heter Lila som ligger på sjukhus. Han drar sedan iväg på ett äventyr för att träffa henne.

## Rollista
- Bobo Håkansson – Karl
- Mats Åhlfeldt – Linus
- Emma Wickman – Peppiga Pia
- Naomi Seid – Sally
- Albert Wickman – Leonard
- Kristina Silfverberg – Clara
- Helene Lettermark – Lila (tal)
- Marie-Louise Håkansson – Lila (sång)
- Pernilla Åhlfeldt – Frieda
- Charlotta Öman – Gullan
- Sångröster - Pierre Isacsson, Håkan Thanger, Marie-Louise Håkansson, Kristina Silfverberg, Bobo Håkansson[6]
- Bearbetning och regi – Doreen Denning
- Produktionsledning – Rune Hjelm
- Dubbning och mixning – Jan-Erik Lundberg, Sven Fahlén
- Musikalisk ledning – Mats Olsson
- Studio – Europa Film Studio[7][8]